# Jérôme Peyrat
Pour les articles homonymes, voir Peyrat.
Jérôme Peyrat, né le 28 novembre 1962 à Sarlat (Dordogne), est un haut fonctionnaire et un homme politique français.
Élu conseiller régional d'Aquitaine en 2010 et 2015, il est maire de La Roque-Gageac depuis 1995.
Conseiller auprès de Jacques Chirac, Nicolas Sarkozy puis Nathalie Kosciusko-Morizet, il fait, par la suite, partie du cabinet d'Emmanuel Macron à la présidence de la République, en tant que conseiller politique. Depuis janvier 2021, il est conseiller politique auprès de la délégation générale du parti politique La République en marche.
Jérôme Peyrat est condamné en 2020 pour violences conjugales sur son ancienne compagne, ce qui le conduit à renoncer à sa candidature aux élections législatives de 2022, mais il se présente aux élections législatives anticipées de 2024 malgré les polémiques que sa candidature soulève.

## Biographie

### Origines et études
Il grandit à La Roque-Gageac, commune de ses parents agriculteurs dans le Périgord. Il va aux écoles communales de La Roque-Gageac et de Vitrac, puis à Sarlat, au collège public La Boétie et au lycée Pré de Cordy. Étudiant boursier à Bordeaux et à Paris, il obtient une licence et une maîtrise en droit et en histoire puis le diplôme de l'Institut d'études politiques de Paris.
Après un service militaire dans l’infanterie, aspirant, puis sous-lieutenant au 46e régiment d’infanterie à Berlin, il passe deux ans à l’École nationale d'administration en 1989-1991 au sein de la promotion Victor Hugo. Il est stagiaire de l'ENA à l'ambassade de France en Turquie, puis dans une entreprise lors d'un stage dans l’industrie textile, à la Lainière de Roubaix.
En 2003, il est auditeur de la 56e session nationale de l'Institut des hautes études de Défense nationale.

### Auprès de Jacques Chirac et au RPR
En 1990, à la sortie de l’ENA, il choisit la direction des relations internationales de la mairie de Paris, où il est notamment responsable des déplacements à l’étranger du maire. Il y travaille alors pendant quatre ans avec Jacques Chirac.
En 1995, il suit Jacques Chirac, nouvellement élu président de la République, à l'Élysée comme conseiller chargé de la presse étrangère, puis comme porte-parole adjoint de la présidence de la République.
En 1998, il reprend la  direction de la communication à la mairie de Paris, sous Jean Tiberi.
En 1999, Michèle Alliot-Marie, présidente nouvellement élue du Rassemblement pour la République l’appelle auprès d’elle afin de diriger son cabinet, sa communication, et piloter les campagnes municipales et cantonales qui ont lieu début 2001.
Après le succès des élections municipales et des sénatoriales qui s'ensuivent, il participe à la campagne présidentielle et à celle des élections législatives de 2002, puis à la création de l'Union pour la majorité présidentielle (UMP).
Parallèlement, il est élu à la mairie de la Roque-Gageac en 1995. Il fonde la communauté de communes du Périgord noir qu'il préside de 1998 jusqu'en 2010, date de sa fusion en communauté de communes de Sarlat-Périgord noir, dont il devient vice-président.
À partir de ce moment, il devient proche d'Yves Guéna,.

### Auprès de Nicolas Sarkozy et à l'UMP
En 2002, lorsqu'il est élu président de l'UMP nouvellement fondée, Alain Juppé le nomme parmi les trois délégués généraux de l’Union pour un mouvement populaire. Il est responsable des fédérations.
Après son élection à la tête de l'UMP en novembre 2004, Nicolas Sarkozy le charge de la direction générale du mouvement. En juin 2005, il le nomme par ailleurs conseiller pour les affaires politiques au ministère de l'Intérieur. Le 14 janvier 2007, lorsque Nicolas Sarkozy est investi par l'UMP à l'élection présidentielle, il assure la responsabilité opérationnelle de sa campagne entre l'UMP et son QG de campagne. En tant que maire de La Roque-Gageac, il lui apporte son parrainage pour l'élection présidentielle.
Le 6 mai 2007, Nicolas Sarkozy est élu président de la République Française et la proclamation a lieu le 16 mai. Jérôme Peyrat devient conseiller politique à la présidence de la République, chargé des relations avec le Parlement,,.
Candidat investi par l'UMP pour la députation dans la 1re circonscription de Dordogne (Périgueux et la Vallée de l'Isle), il est battu le 17 juin 2007 par le député socialiste sortant, Pascal Deguilhem (41,04 % - 58,96 %).
Le 14 décembre 2008, il est élu président du comité départemental de la fédération UMP de la Dordogne.
Le 7 janvier 2009, il est nommé directeur de cabinet, puis conseiller spécial le 12 mai 2010 auprès d'Alain Joyandet, secrétaire d'État à la Coopération et à la Francophonie, et parallèlement directeur adjoint de cabinet de Bernard Kouchner, ministre des Affaires étrangères.
Choisi par Xavier Darcos pour conduire la liste dans le département de la Dordogne, il est élu conseiller régional d'Aquitaine le 21 mars 2010.
En juin 2010, il est nommé conseiller auprès de Dov Zerah, directeur général de l'Agence française de développement, de juin à novembre 2010.

### Auprès de Nathalie Kosciusko-Morizet
En novembre 2010, Nathalie Kosciusko-Morizet, ministre de l'Écologie, du Développement durable du Transport et du Logement, le nomme conseiller spécial à son cabinet.
Par décret du président de la République, Nicolas Sarkozy, en date du 26 octobre 2011, Jérôme Peyrat, administrateur hors classe de la ville de Paris, est nommé inspecteur général de l'administration du développement durable (IGADD), et se voit affecté, conformément au statut particulier de ce corps (article 1), au Conseil général de l'environnement et du développement durable en qualité de membre permanent. Il reste cependant auprès de Nathalie Kosciusko-Morizet comme directeur adjoint de son cabinet au ministère de l'Écologie.
En juin 2012, il est suppléant de Nathalie Fontaliran, candidate aux élections législatives dans la 4e circonscription de la Dordogne.
Dans le cadre de l'élection municipale de 2014 à Paris, il dirige le « pôle politique et réseau » de la campagne de Nathalie Kosciusko-Morizet. Il est présenté comme son « bras droit » ou son « éminence grise ».
Le 9 décembre 2014, Nicolas Sarkozy, élu président de l'UMP, le nomme secrétaire national de l'UMP chargé de la ruralité puis, le 21 janvier 2015, secrétaire national thématique chargé de la réforme territoriale.
Candidat sur les listes de Virginie Calmels lors de l'élection régionale de 2015 en Aquitaine-Limousin-Poitou-Charentes, il est élu conseiller régional le 13 décembre 2015 et démissionne de ce mandat le 16 décembre. Quelques mois plus tôt, il était cité comme favori pour être la tête de liste au niveau régional, mais son soutien trop affirmé à la candidature de Nathalie Kosciusko-Morizet pour prendre la tête du parti provoque l'irritation de plusieurs cadres, ce qui joue en sa défaveur.
Début janvier 2016, il annonce qu'il ne se représentera pas à la présidence des Républicains de la Dordogne, dont il était président depuis 8 ans.
En 2016, Jérôme Peyrat est élu président de l'office du tourisme de Sarlat-Périgord Noir.
En prévision des élections législatives de 2017, Jérôme Peyrat espère que Jean-Jacques de Peretti soutiendra sa candidature dans la 4e circonscription de la Dordogne ; ce dernier indique qu'il donnera sa réponse « après la primaire ». Jérôme Peyrat est néanmoins candidat LR-UDI-MoDem et inaugure son QG de campagne à Sarlat. En 2017, Jean-Jacques de Peretti se lance tout seul, en tant que divers droite. Lors du scrutin, Jérôme Peyrat et Jean-Jacques de Peretti sont éliminés dès le premier tour, et c'est la candidate LREM Jacqueline Dubois qui l'emporte au second tour, face à Émilie Chalard, candidate de La France insoumise.
Le 3 mars 2017, à la suite des affaires qui entachent la campagne pour l'élection présidentielle de François Fillon, candidat Les Républicains, il lui retire son soutien.

### Auprès d'Emmanuel Macron
En mai 2019, après deux années au sein des ministères de l'Écologie et des Territoires, il est recruté à la présidence de la République, où il intègre le pôle politique d'Emmanuel Macron.
Le 5 janvier 2021, Jérôme Peyrat devient conseiller politique à la délégation générale de La République en marche (LREM). Il a pour mission de préparer les élections régionales et départementales de 2021, auprès de Stanislas Guerini.
En juin 2021, il est élu conseiller régional de Nouvelle-Aquitaine.
Il est chef du pôle élus de la campagne d'Emmanuel Macron pour l'élection présidentielle de 2022.
Le 7 mai 2022, il reçoit l'investiture de la majorité présidentielle Ensemble ! pour les élections législatives de juin 2022 dans la 4e circonscription de la Dordogne (Sarlat-la-Canéda), dans laquelle il est régulièrement élu maire depuis 1995,,. La députée LREM sortante Jacqueline Dubois, non réinvestie par la majorité présidentielle, se déclare « trahie » et annonce quand même se présenter le 18 mai 2022 sur le coup de huit heures du matin,,. Environ une heure plus tard, le délégué général de LREM Stanislas Guerini réitère son soutien à la candidature de Jérôme Peyrat malgré la controverse que cette dernière suscite en raison de sa condamnation avec sursis pour violence volontaire : « C'est un honnête homme, je ne le crois pas capable de violences sur les femmes, et donc il se soumettra au jugement des électeurs ». Stanislas Guerini revient sur ses propos dans l'après-midi même et déclare : « j'ai échangé avec Jérôme Peyrat ce jour, et nous avons convenu ensemble qu'il retire sa candidature »,.

### Candidature aux élections de 2024
Lors des élections législatives anticipées de 2024, il est candidat dans la quatrième circonscription de la Dordogne malgré sa condamnation. Il n'est pas investi par la coalition présidentielle Ensemble, se présentant officiellement en tant que candidat indépendant. Il affirme cependant avoir le soutien des représentants locaux des partis de la coalition. Il pense également que le camp présidentiel (Renaissance, Horizons et le MoDem) n'investira personne face à lui, ce qui n'est pas confirmé par le cabinet du Premier ministre qui indique « qu'il y a encore des discussions en cours ».
Juste avant la date limite du dépôt des candidatures, le parti Renaissance investit François Tourné, sous les couleurs de la coalition Ensemble pour la République, pour affronter Jérôme Peyrat.
Jérôme Peyrat obtient 16,64 % des voix au premier tour le 30 juin. Il termine en troisième position derrière les candidats RN et NFP et n’est pas en mesure de se maintenir au second tour, ayant obtenu 11,7 % des voix des inscrits, taux inférieur aux 12,5 % nécessaires.

## Condamnation pour violences conjugales
Jérôme Peyrat est condamné à une peine assortie du sursis, le 4 septembre 2020 par le tribunal judiciaire d'Angoulême, pour avoir commis des violences conjugales sur son ex-compagne. Le montant de la condamnation s'élève à 3 000 euros d'amende avec sursis,,. Son ancienne compagne avait déclaré avoir été frappée, avant de subir une tentative d'étranglement de la part de son compagnon après une dispute dans leur véhicule. Cette dernière souffre d'une douleur au niveau de la mâchoire « avec limitation de l’ouverture de bouche », « un hématome de la face vestibulaire de la lèvre inférieure droite », ainsi qu'« un syndrome de stress et d’anxiété post-traumatique à surveiller pendant une période minimale de trois mois », rapporte le certificat médical des urgences du 30 décembre 2019, que Mediapart a pu consulter. La déclaration de ces violences avaient occasionné 14 jours d'ITT.
Lors de son audition devant les gendarmes, l'élu évoquait, dans un premier temps, « un geste de la main et avoir saisi le poignet de sa compagne ». Une fois mis devant les photos, Jérôme Peyrat aurait « adapté sa version aux autres hématomes et lésions relevés », écrit le juge.
Quelques semaines plus tard, en novembre 2020, son ex-compagne est condamnée au versement d'une amende et à des dommages et intérêts pour « appels téléphoniques malveillants réitérés » et « outrage à personne dépositaire de l'ordre public » (en la personne de Jérôme Peyrat), ainsi qu'à une interdiction de s'approcher de Jérôme Peyrat ou de son entourage. En juin 2022, son ex-compagne est de nouveau mise en examen pour différents faits de violences morales et de harcèlement à l'encontre de Jérôme Peyrat,. Le 21 décembre 2022, elle est finalement l'objet d'un non-lieu.

## Œuvre
- Les Petits matins, essai sur la pensée politique, écrit avec Nathalie Kosciusko-Morizet, Ramsay, 2002.

## Décorations
- Promu en 1996 au grade d'officier dans l'ordre du Mérite du Bénin[54].